# 耀州窑
耀州窯是唐朝至明朝時的青瓷窯之一，位於陕西省铜川市黃堡鎮，始於唐代，到宋代時最為興盛，為六大窯系中最大的，是北方青瓷的代表。目前黃堡鎮耀州窯遺址被列為全國重點文物保護單位。

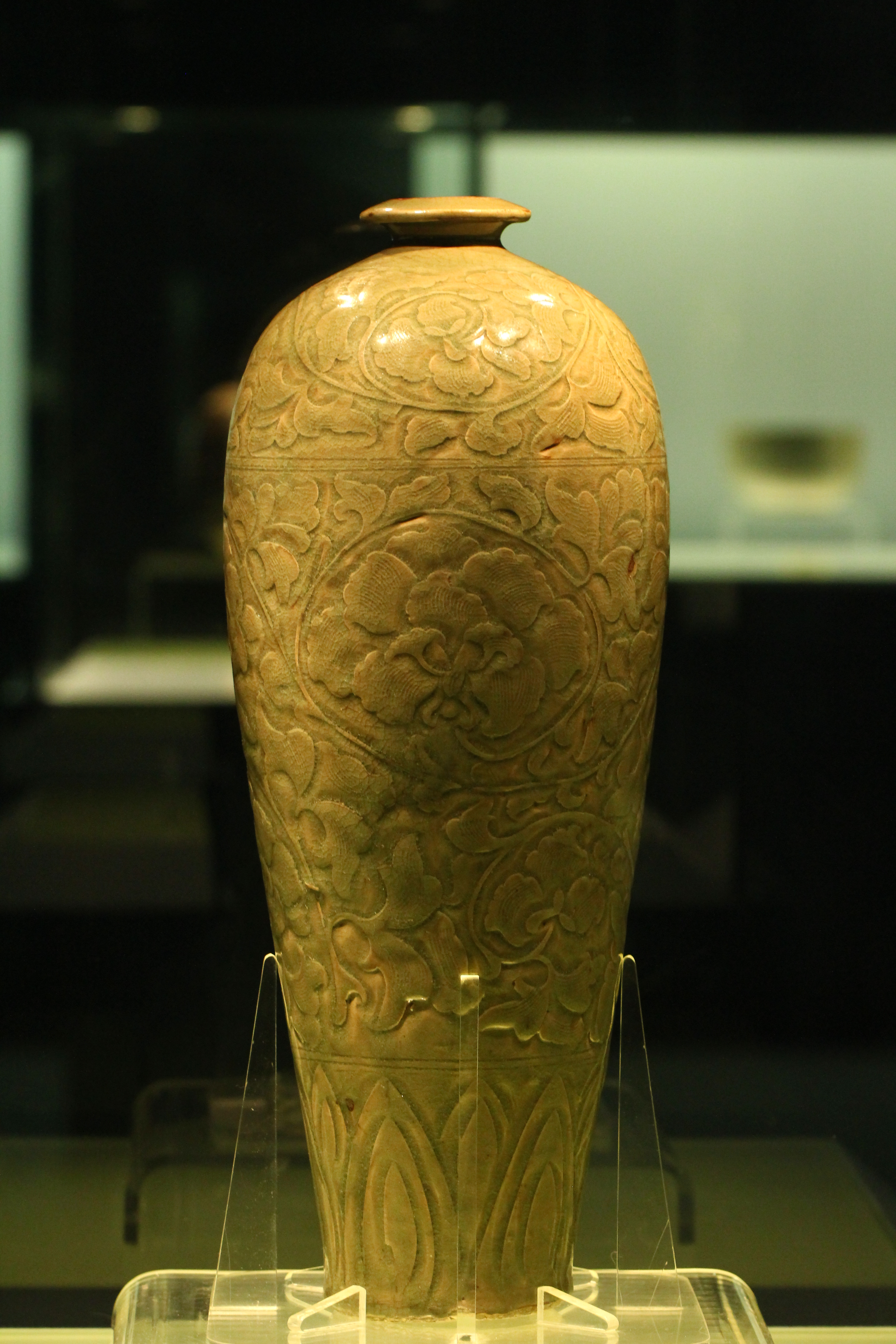
耀州窑青釉刻花牡丹纹梅瓶

耀州窯位於陝西銅川黃堡鎮，最初名為黄堡窑。始於唐代，在唐朝時黄堡窑生產多種瓷器，晚唐至五代時黄堡窑開始基本上只生產青瓷。宋朝時黄堡劃歸耀州管轄，黄堡窑更名為耀州窑。耀州窑到宋代時最為興盛，宋神宗元豐年間至宋徽宗崇寧年間，耀州窑替朝廷生產瓷器。當時附近十里都是燒瓷的，因有「十里窯場」之稱，是北方繼汝窯後著名的青瓷窯代表。其從五代末期受余姚越窯之影響，創燒了刻花青瓷，所以耀窯青瓷兼有"越器"之稱。稍晚河南省境內的多個窯場仿燒耀窯青瓷，最後形成了一個與越窯風格有別的北方青瓷窯系。據«耀州志»記載，黃堡鎮窯停燒時間約為明嘉靖以前，但佐以出土資料比對，或許可定為弘治以後和嘉靖之間。
耀州窯主要的裝飾方法，主要有刻花、剔花、印花、鏤空等。
1. 刻花是用工具在胎器上刻出花紋，花紋的線條呈斜面，稱為「偏刀」，能在平面裝飾上顯現淺浮雕的立體層次效果。
2. 剔花是用工具剔去花紋之外的部份。
3. 印花是用印模在胎上印出花紋。
4. 鏤空是雕出空洞。

耀州窯中期出土物及傳世品較多且技巧純熟。元豐七年德應侯碑記：“巧如范金，精比琢玉。始合土為坯，轉輪就制，方圓大小，皆中規矩。然後納諸窯，灼以火，烈焰中發，青烟外飛，鍛鍊累日，赫然乃成。擊其聲，鏗鏗如也，視其色，溫溫如也……”